# Sisyphi Planum
Sisyphi Planum és una formació geològica de tipus planum a la superfície de Mart, localitzada amb el sistema de coordenades planetocèntriques a -60.2 latitud N i 34.88 ° longitud E, que fa 1.032,87 km de diàmetre. El nom va ser aprovat per la UAI l'any 2003 i fa referència a una característica d'albedo.